# Nick Buoniconti
Nicholas Anthony Buoniconti (Springfield, 15 dicembre 1940 – Bridgehampton, 30 luglio 2019) è stato un giocatore di football americano statunitense, inserito nella Pro Football Hall of Fame nel 2001.

## Carriera
Nick Buoniconti iniziò a giocare a football americano ad alto livello alla University of Notre Dame venendo quindi scelto dai Boston Patriots al 13º giro dei draft AFL del 1962.
Dopo sette stagioni con i Patriots, Buoniconti si trasferì ai Miami Dolphins, squadra con la quale avrebbe disputato altre otto stagioni e raggiunto i maggiori traguardi, tra cui tre partecipazioni consecutive al Super Bowl.

## Vittorie e premi
Durante la sua carriera, Willie Brown disputò tre edizioni consecutive del Super Bowl con i Miami Dolphins:
- Super Bowl VI (1971), perso contro i Dallas Cowboys
- Super Bowl VII (1972), vinto contro i Washington Redskins
- Super Bowl VIII (1973), vinto contro i Minnesota Vikings.

Tra i riconoscimenti a livello individuale, si ricordano:
- 2 convocazioni per il Pro Bowl, nel 1973 e 1974
- 6 convocazioni per l'All Star Game della AFL, ininterrottamente dal 1963 al 1967 e ancora nel 1969
- Inserito nella formazione ideale di tutti i tempi della AFL
- Inserito nella Hall of Fame degli sportivi italoamericani
- Inserito nella formazione ideale del 50º anniversario dei Patriots
- Inserito nel Miami Dolphins Honor Roll

## Statistiche
- Intercetti effettuati: 32
- Yards guadagnate su ritorno di intercetto: 312
- Recuperi di fumble: 10
- Yards guadagnate su recupero di fumble: 20
- Touchdown realizzati su recupero di fumble: 2